# 세인트루시아

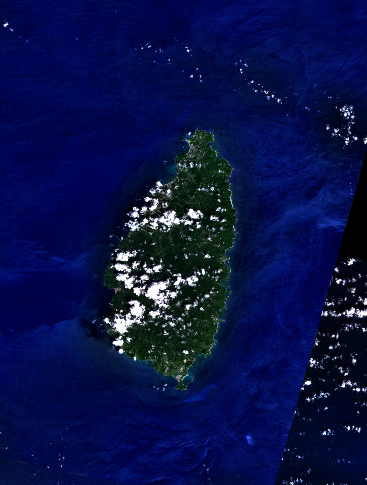

세인트루시아(영어: Saint Lucia, 문화어: 쎄인트루씨아)는 중앙아메리카 카리브해의 소앤틸리스 제도에 있는 섬나라이다. 국토는 면적 약 617km2의 단일한 화산섬으로 이루어지며, 인구는 2018년 기준 약 18만 명이다. 공용어는 영어이나 주민들 사이에서는 섬 고유의 프랑스어 크레올이 많이 사용된다. 수도이자 최대 도시는 캐스트리스(Castries)이다. 주민 대다수는 카리브족이며 대부분 기독교 신자이다.

## 역사
본래 아라와크족 인디언들이 지금의 세인트루시아에 살고 있었다가 서기 800년대 쯤에 카리브족에 의하여 정복당한 것으로 보인다. 16세기 유럽 세력이 이 섬을 발견했으며 1660년에는 프랑스가 처음으로 영구적인 식민지 건설을 시도했으나 1664년에는 영국이 섬을 장악했다. 이후 영국과 프랑스가 섬의 주도권을 두고 서로 14차례나 싸우며 18세기 내내 섬의 주인은 계속해서 바뀌었는데, 이 분쟁은 1814년 나폴레옹이 몰락하고 영국이 섬의 통제력을 독점하며 일단락되었다. 이러한 역사로 인해 이 섬은 고대 그리스 신화의 헬레네에서 따온 "서인도 제도의 헬레네"라는 별칭을 갖게 되었다.
유럽인들은 아프리카에서 데려온 노예들을 통해 섬에서 사탕수수를 재배하는 사업을 하였고 이들의 후손이 오늘날에도 세인트루시아 인구의 대다수를 이룬다. 흑인 노예들은 1834년 대영제국 전역에서 노예제도가 폐지되며 해방되었다.
1924년 최초로 대의 민주주의 정부가 세워졌고 1951년 보통 선거권이 도입되었다. 1940년대에는 제2차 세계대전의 영향에 휘말려 미국 공군이 일시 주둔하기도 했다. 1967년 서인도 제도 연합국에 가입하며 자치권을 획득하였고 1979년 2월 22일 공식적으로 독립하였다. 독립 이후에도 영연방에 남아있으며 영국 국왕을 대표하는 세인트루시아 총독이 국가원수의 역할을 한다.

## 지리
세인트루시아는 카리브 해의 다른 어떤 섬보다도 높은 산으로 이루어진 화산섬이다. 가장 높은 곳은 기미 산(Gimie)으로 해발 950m이다. 다른 또 하나의 산은 피톤즈로서 자국 내에서 가장 유명한 곳이다. 세인트루시아는 세계에서 활화산을 보물로 활용하고 있는 몇 안되는 섬나라이다. 수도는 캐스트리스이고 인구의 3분의 1 이상이 여기서 산다. 넓이는 대한민국의 서울특별시(약 605km2)와 비슷한 크기에 해당된다.

## 기후
지역 기후는 열대성 기후가 강하고 북동 무역풍의 영향으로 온난하다. 1월에서 5월이 건기이고, 6월에서 12월은 우기이다.
| 세인트루시아의 기후      | 세인트루시아의 기후 | 세인트루시아의 기후 | 세인트루시아의 기후 | 세인트루시아의 기후 | 세인트루시아의 기후 | 세인트루시아의 기후 | 세인트루시아의 기후 | 세인트루시아의 기후 | 세인트루시아의 기후 | 세인트루시아의 기후 | 세인트루시아의 기후 | 세인트루시아의 기후 | 세인트루시아의 기후 |
| 월                       | 1월                 | 2월                 | 3월                 | 4월                 | 5월                 | 6월                 | 7월                 | 8월                 | 9월                 | 10월                | 11월                | 12월                | 연간                |
| ------------------------ | ------------------- | ------------------- | ------------------- | ------------------- | ------------------- | ------------------- | ------------------- | ------------------- | ------------------- | ------------------- | ------------------- | ------------------- | ------------------- |
| 일평균 최고 기온 °C (°F) | 29 (84)             | 29 (84)             | 29 (84)             | 30 (86)             | 31 (88)             | 31 (88)             | 31 (88)             | 31 (88)             | 31 (88)             | 31 (88)             | 30 (86)             | 29 (84)             | 30 (86)             |
| 일일 평균 기온 °C (°F)   | 26.0 (78.8)         | 26.0 (78.8)         | 26.5 (79.7)         | 27.0 (80.6)         | 28.0 (82.4)         | 28.0 (82.4)         | 28.0 (82.4)         | 28.0 (82.4)         | 28.0 (82.4)         | 28.0 (82.4)         | 27.0 (80.6)         | 26.5 (79.7)         | 27.3 (81.1)         |
| 일평균 최저 기온 °C (°F) | 23 (73)             | 23 (73)             | 24 (75)             | 24 (75)             | 25 (77)             | 25 (77)             | 25 (77)             | 25 (77)             | 25 (77)             | 25 (77)             | 24 (75)             | 24 (75)             | 24 (76)             |
| 평균 강수량 mm (인치)    | 125 (4.9)           | 95 (3.7)            | 75 (3.0)            | 90 (3.5)            | 125 (4.9)           | 200 (7.9)           | 245 (9.6)           | 205 (8.1)           | 225 (8.9)           | 260 (10.2)          | 215 (8.5)           | 160 (6.3)           | 2,020 (79.5)        |
| 평균 강수일수            | 14                  | 9                   | 10                  | 10                  | 11                  | 15                  | 18                  | 16                  | 17                  | 20                  | 18                  | 16                  | 174                 |
| 평균 월간 일조시간       | 248                 | 226                 | 248                 | 240                 | 248                 | 240                 | 248                 | 248                 | 240                 | 217                 | 240                 | 248                 | 2,891               |
| 출처: climatestotravel   |                     |                     |                     |                     |                     |                     |                     |                     |                     |                     |                     |                     |                     |

## 사람과 언어
주민은 97%가 카리브계이다. 또 혼혈이 2%, 백인이 1%이다.
언어는 공용어가 영어이다.
종교는 로마 가톨릭교회가 90%에 달하는 기독교 사회이다.

## 정치
이 나라는 영연방 국가이자 입헌 군주제이다. 현재 찰스 3세가 국왕으로 있으며 총리는 케니 엔서니이다.

## 외교

### 대한 관계
대한민국과는 1979년 수교하였으며, 조선민주주의인민공화국과도 같은 해에 수교하였다. 남북한의 동시수교국이다.

### 대중 관계
중화민국과 수교하고 있으며, 중화인민공화국은 수교하지 않고 있다.

## 같이 보기
- 서인도 연방